# Østlandet
Østlandet (Bokmål) bzw. Austlandet (Nynorsk), zu Deutsch wörtlich „das Ostland“, ist einer von fünf Landesteilen Norwegens. Er umfasst die Provinzen (Fylker) Akershus, Buskerud, Østfold, Oslo, Innlandet, Vestfold und Telemark. Mit 2.725.440 Einwohnern (Stand 2020), mehr als die Hälfte der Bevölkerung Norwegens, ist Østlandet der bevölkerungsreichste Landesteil. Østlandet hat eine Fläche von 94.596 km² und ist damit nach Nordnorwegen der zweitgrößte Landesteil.

## Lage und Geografie

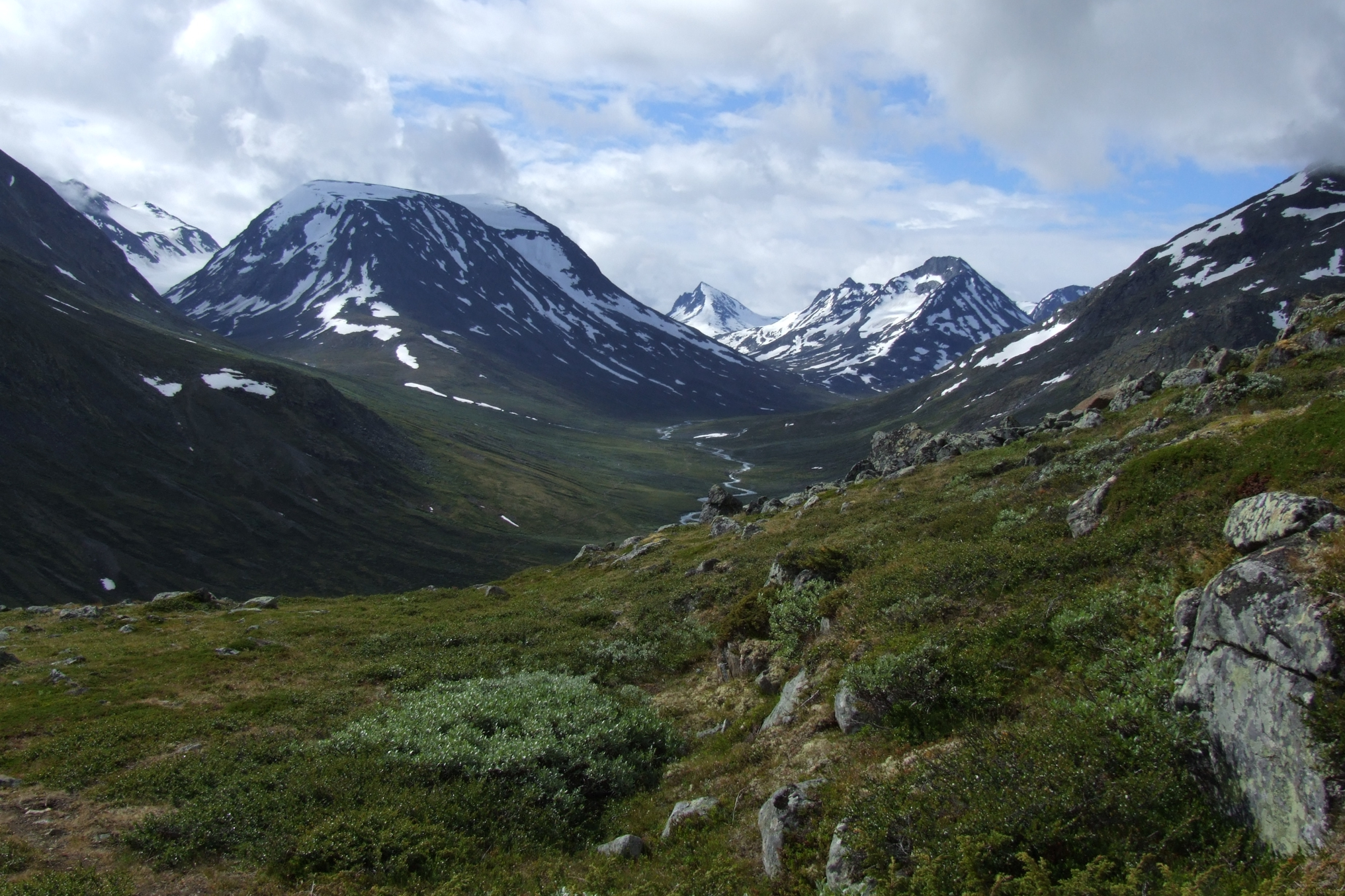
Gebirge Jotunheimen

Der Landesteil Østfold liegt im Südosten Norwegens. Das Fylke Innlandet liegt im Norden des Landesteils. Es grenzt im Osten an Schweden, im Norden an den Landesteil Trøndelag sowie im Westen an den Landesteil Vestlandet. Südlich von Innlandet liegen Buskerud und Akershus. Akershus und das südlich davon liegende Fylke Østfold grenzen im Osten ebenfalls an Schweden. Buskerud grenzt im Westen an Vestlandet. Nahezu vollständig von Akershus umgeben befindet sich die Kommune Oslo am sich von Süden ins Land einschneidenden Oslofjord. Die Kommune Oslo ist ein eigenes Fylke. Den Südwesten des Landesteils Østlandet bilden die Fylker Vestfold und Telemark. Telemark grenzt an den Landesteil Agder im Süden und an Vestlandet im Westen.
Im Süden schneidet sich der Oslofjord in das Østlandet ein. Er ist umgeben von einem niedrig gelegeneren Gebiet, das Teil des geologischen Grabens Oslograben ist. Weiter im Westen und Norden beginnt das Gebiet anzusteigen. Zunächst liegt eine hügligere Landschaft vor, weiter im Landesinneren werden die Gebirgszüge Rondane, Jotunheimen und Dovrefjell erreicht. Im Fylke Innlandet liegen sechs der zehn höchsten Erhebungen Norwegens, so auch der Berg Galdhøpiggen. Er ist mit einer Höhe von 2469,8 moh. der höchste Punkt des norwegischen Hauptlandes. Nur etwa elf Prozent der Fläche des Fylkes Innlandet liegen auf einer Höhe von unter 300 moh. In Innlandet befinden sich neben den hohen Erhebungen auch die längsten Täler Norwegens. So etwa Gudbrandsdalen, das längste Tal Norwegens.
Im Fylke Innlandet liegt westlich der Stadt Hamar der Mjøsa. Er ist Norwegens größter See. Auch der größte Fluss Norwegens fließt durch das Østlandet. Die Glomma hat eine Länge von etwa 620 Kilometern. Ihr Einzugsgebiet macht etwa 42.000 km² und somit über zwölf Prozent der Fläche des norwegischen Festlandes aus. Sie mündet bei Fredrikstad im Südosten des Landesteils in das Meer. Ein weiteres größeres Flusssystem im Østlandet ist das Drammensvassdraget. Es hat ein Einzugsgebiet von etwa 17.000 km².

## Klima
Das Klima im Østlandet variiert stark zwischen den einzelnen Regionen. An der Küste sind die Winter milder und die Sommer kühler. Weiter im Landesinneren sind die Temperaturunterschiede im Jahresverlauf höher. In den nördlichen Talgebieten in Innlandet werden in den Wintern häufiger Temperaturen von unter −40 °C gemessen. Auch die Niederschlagsmengen variieren stark. Mit Skjåk liegt die niederschlagsärmste Kommune Norwegens im Østlandet. Dort liegt das Niederschlagsmittel bei 300 mm im Jahr.

## Bevölkerung

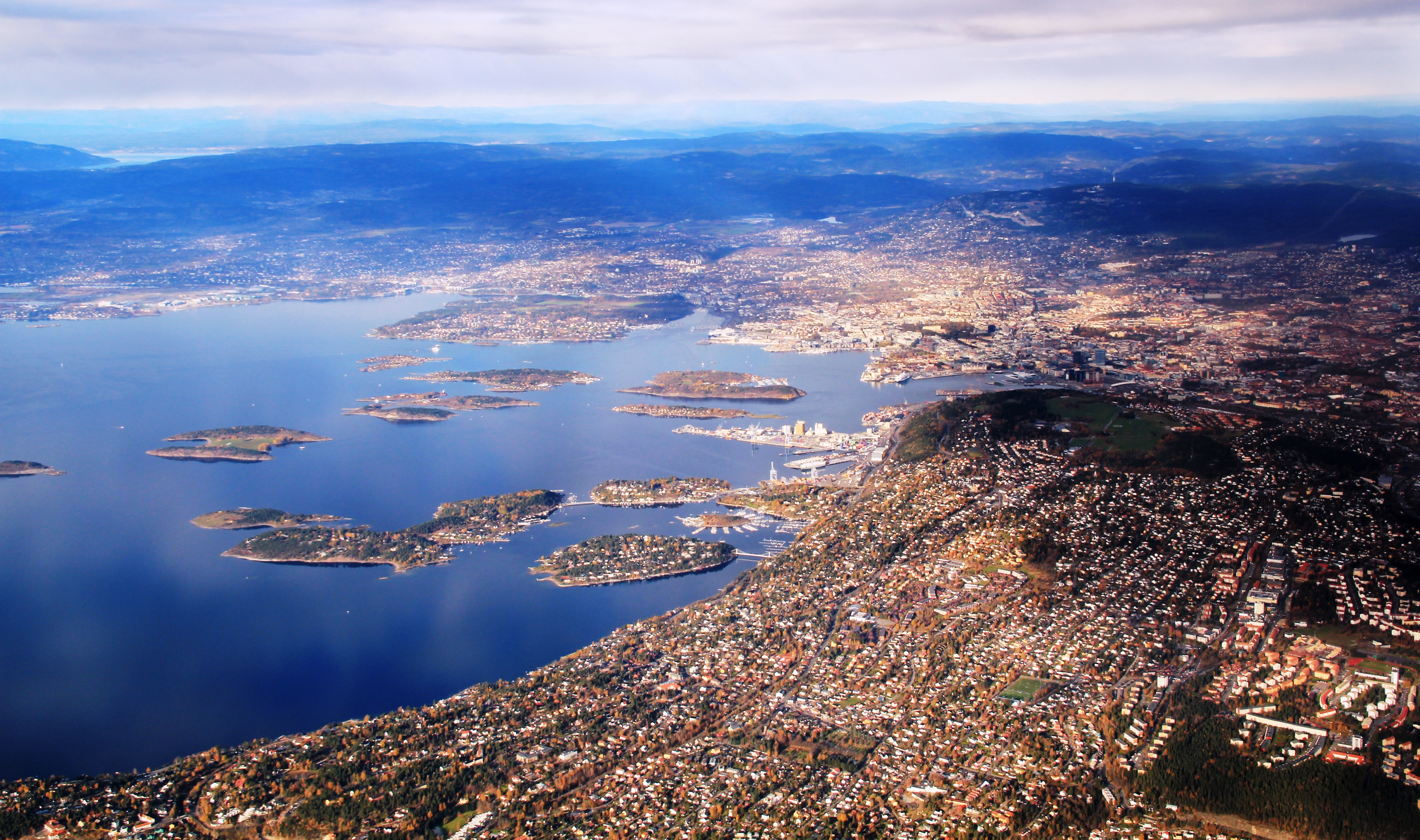
Blick auf Oslo und den Oslofjord

Etwa drei Viertel aller Einwohner des Landesteils wohnen im Gebiet um den Oslofjord. Die dortige Bevölkerung macht zudem über ein Drittel der Einwohner Norwegens aus. Im Gebiet um den Fjord liegen größere Städte wie Oslo, Drammen, Sarpsborg, Fredrikstad und Moss. Neben den Küstengebieten sind vor allem die Haupttäler des Landesteils dichter besiedelt. Die Bevölkerungsdichte in Østlandet hat eine große Spannweite zwischen den Kommunen und Regionen. In Oslo liegt sie bei über 1500 Einwohner je Quadratkilometer, weiter im Landesinneren gibt es Gemeinden mit weniger als einem Bewohner je Quadratkilometer.

## Politik
Die norwegischen Landesteile stellen keine Verwaltungseinheiten Norwegens dar. Die Fylker der Region Østlandet bilden auf freiwilliger Basis jedoch eine Zusammenarbeit in Form der Østlandssamarbeidet. Formell wurde das Netzwerk im März 1993 gegründet.
Die Wahlergebnisse im Landesteil unterscheiden sich stark zwischen den ländlich geprägten Regionen und dem urbanen Gebiet um Oslo. Während bei der Parlamentswahl 2021 in der Kommune Oslo 13,3 % der Wähler die sozialistische Sosialistisk Venstreparti (SV) wählten, waren es im Wahlkreis Oppland nur 5,6 %. Die vor allem im ländlichen Bereich starke Senterpartiet kam in Oppland hingegen auf 26,0 %. In Oslo gaben nur 3,1 % ihre Stimme der Partei.
| Wahlkreis | R        | SV | MDG | Ap | Sp | KrF | V | H  | FrP | Insgesamt |   |    |
| --------- | -------- | -- | --- | -- | -- | --- | - | -- | --- | --------- | - | -- |
| Wahlkreis | Akershus | 1  | 1   | 1  | 05 | 02  | 0 | 1  | 06  | Insgesamt | 2 | 19 |
| Buskerud  | 0        | 1  | 0   | 03 | 01 | 0   | 0 | 02 | 1   | 08        |   |    |
| Hedmark   | 0        | 0  | 0   | 03 | 02 | 0   | 0 | 01 | 1   | 07        |   |    |
| Oppland   | 0        | 0  | 0   | 02 | 02 | 0   | 0 | 01 | 1   | 06        |   |    |
| Oslo      | 2        | 3  | 2   | 04 | 0  | 0   | 3 | 05 | 1   | 20        |   |    |
| Østfold   | 0        | 1  | 0   | 03 | 02 | 0   | 0 | 02 | 1   | 09        |   |    |
| Telemark  | 1        | 0  | 0   | 02 | 01 | 0   | 0 | 01 | 1   | 06        |   |    |
| Vestfold  | 0        | 1  | 0   | 02 | 01 | 0   | 0 | 02 | 1   | 07        |   |    |
| Østlandet | 4        | 7  | 3   | 24 | 11 | 0   | 4 | 20 | 9   | 82        |   |    |

## Sprache
Im Østlandet gibt es verschiedenen Dialekte, die dem Ostnorwegischen angehören. Es besteht eine Tendenz, dass sich die verschiedenen Dialekte abschwächen und ein einheitlicherer Dialekt entsteht. Prägend dabei ist der Dialekt aus dem Gebiet um Oslo.

## Verkehr
Mit dem Flughafen Oslo-Gardermoen liegt der größte Flughafen Norwegens im Landesteil. Im Schienenverkehr gilt Oslo als ein bedeutender Knotenpunkt. Von dort aus führen verschiedene Bahnlinien durch das Østlandet. Die Bahnlinie Bergensbanen verläuft von Oslo in den Westen Richtung Bergen. Sie wurde im Jahr 1909 eröffnet. In den Südwesten nach Kristiansand verlaufen die Schienen der Sørlandsbane. Von Oslo in den Norden geht die Dovrebane. In Innlandet führt die Bahnlinie durch das Tal Gudbrandsdalen weiter in Richtung Trondheim.
Teilweise parallel zu den wichtigsten Bahnverbindungen führen auch die Hauptverkehrsadern im Straßenverkehr durch die Region. Die Europastraße 6 (E6) verläuft vom Südosten Norwegens in den Norden, an Oslo vorbei und von dort weiter in den Norden. Von Südwesten führt die Europastraße 18 (E18) auf Oslo zu. Durch Vestfold und Telemark führt die Europastraße 134 (E134) und vom Raum Oslo nach Innlandet die Europastraße 16 (E16). Des Weiteren gibt es bedeutenden Riksveier, wie den Riksvei 3, der im Osten von Innlandet in Nord-Süd-Richtung verläuft.

## Wirtschaft

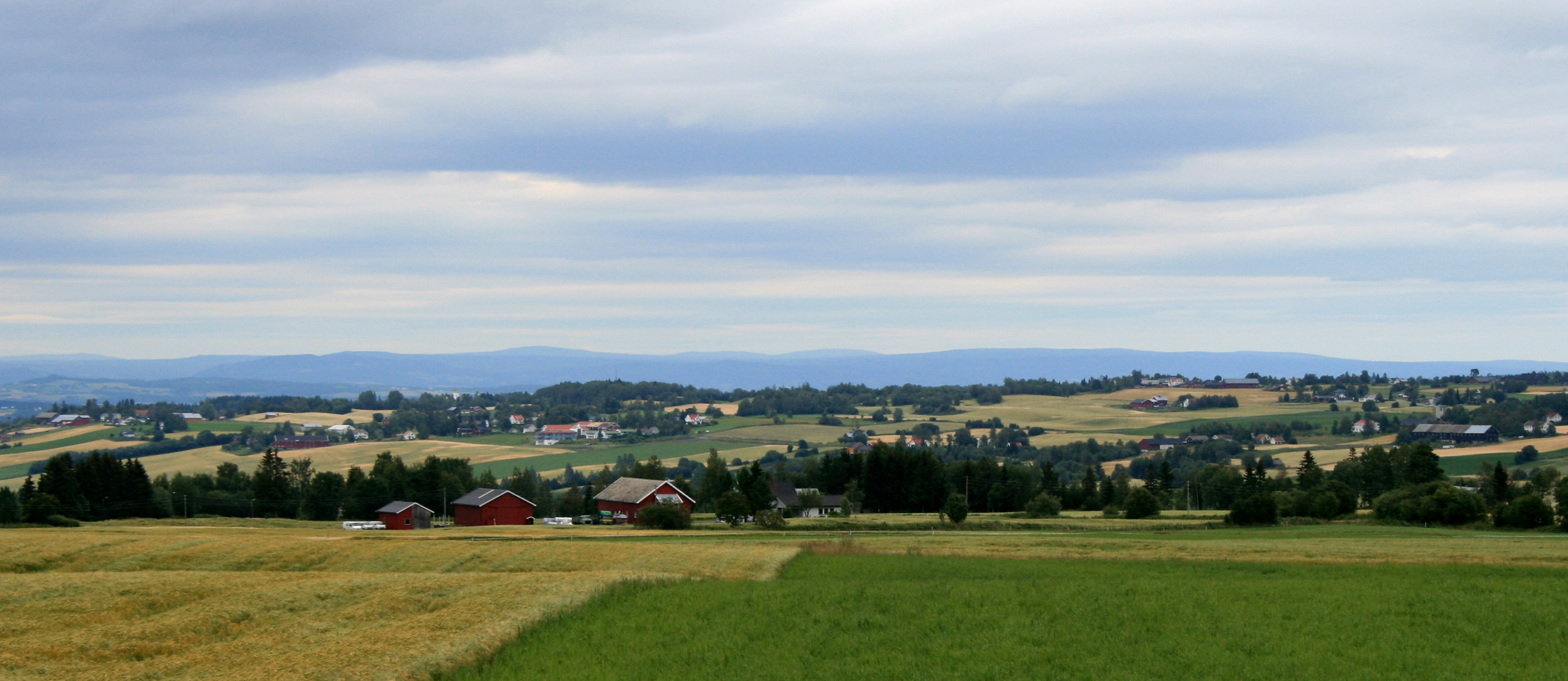
Ländliches Gebiet in Østre Toten, Innlandet

Die niedrig gelegenen Gebiete in Akershus und Østfold gelten als die Kornkammer des Landes. Neben Getreide wird dort auch Obst und Gemüse angebaut. In Innlandet ist neben der Landwirtschaft auch die Forstwirtschaft von großer Bedeutung. So werden etwa 40 Prozent der insgesamt in Norwegen für forstwirtschaftliche Zwecke gefällten Bäume in Innlandet gefällt.
Die Region Oslo gilt als Ziel von vielen Pendlern aus der Region. Im Jahr 2020 stammten von den 485.787 in Oslo tätigen Personen nur 306.708 aus der Kommune selbst. Viele der in Oslo arbeitenden Menschen stammen jedoch auch aus Teilen der Stadt, die nicht zur Kommune selbst gehören. In der Region um Oslo ist der Dienstleistungssektor der prägende Wirtschaftszweig.